# Antonín Zápotocký
 (mai 2025).
Antonín Zápotocký (19 décembre 1884, Zákolany – 13 novembre 1957, Prague) est un homme d'État tchécoslovaque. Il est le deuxième président de la Tchécoslovaquie communiste après Klement Gottwald et son rôle a été largement idéalisé par l'historiographie officielle qui le surnomme le « papa des ouvriers » (táta dělníků). À la suite de son décès d'un infarctus, Antonín Novotný lui succède.

## Biographie
Il est le fils de Ladislav Zápotocký, un journaliste célèbre. Il apprend la sculpture mais, dès 1914, il travaille au sein du parti social-démocrate dans la région de Kladno où il devient rédacteur du journal socialiste local.
Avec la naissance de la Tchécoslovaquie, en 1918, Zápotocký devient l'un des fondateurs de la section « gauchisante » du Parti social-démocrate tchécoslovaque et l'organisateur des sections ouvrières (dělnické rady). Durant l'été 1920, il participe au second congrès de l’Internationale communiste. En décembre de la même année, il fait partie des meneurs de la grève générale dans les usines sidérurgiques de Kladno dans l'intention de provoquer un putsch révolutionnaire. Cela lui vaut neuf mois de prison.
Dans les années 1920, il appartient à la tendance Šmeral (Bohumír Šmeral est le fondateur, en mai 1921, du PCT) du Parti communiste tchécoslovaque dont, entre 1922 et 1925 il assure le poste de secrétaire général. Il reste au comité directeur du parti, y compris après février 1929 et le Ve congrès du PCT quand sa réélection, fortement critiquée par la mouvance Gottwald, est imposé par le délégué du Komintern.
Depuis 1928, il est membre du comité exécutif de l'Internationale syndicale rouge. Dans les années 1930, il est actif au sein du mouvement syndical rouge (Rudé odbory) : on lui doit l'organisation de la grande grève de Most en 1932. Dans la seconde moitié de la décennie, il tente de fédérer tous les syndicats au sein d'une plateforme antifasciste.
De 1939 à 1945, il est interné au camp de concentration d'Oranienburg, spécialisé dans les prisonniers politiques. À sa libération, il devient président du comité central des syndicats (Ústřední rada odborů), membre du présidium du comité central du PCT et député au parlement tchécoslovaque.
Le 15 juin 1946, il est nommé « président du gouvernement tchécoslovaque » (l'équivalent de Premier ministre ou Chancelier). Du 18 juin au 18 juillet 1946, il préside le conseil constitutionnel du parlement tchécoslovaque.
Le 21 mars 1953, il est nommé président de la République tchécoslovaque par le parlement national en remplacement du défunt Klement Gottwald.
Antonín Zápotocký reste dans les mémoires comme un président qui cherche le compromis et à adoucir les conditions matérielles des citoyens tchécoslovaques et le stalinisme triomphant dans les années 1950. Son discours contre la collectivisation forcée des terres, lors de l'inauguration du barrage sur la Klíčava, sonne étrangement dans la bouche d'un communiste, allant jusqu'à proposer un choix quasi-démocratique : « qui veut sortir des coopératives agricoles peut le faire. » Cela lui vaut des inimitiés au sein du parti et l'opposition d'Antonín Novotný (alors premier secrétaire du Parti communiste tchécoslovaque). Risquant la « démission forcée », Zápotocký met sa dissidence idéologique en sourdine.
Tout aussi intéressante est la position suivie par Zápotocký lors des procès de Prague (1952). Il déteste personnellement Rudolf Slánský depuis qu'en 1929 avec le processus de bolchévisation du Parti, Slánský avait tenté d'évincer Zápotocký. On peut voir une vengeance personnelle dans le refus de la grâce présidentielle plaidée par Slánský, on peut aussi deviner que, dans une atmosphère délétère où Zápotocký se voit lui-même menacer de déviance bourgeoise (puisqu'il a publiquement soutenu les petits propriétaires terriens), il ne peut apporter son soutien à son ancien « camarade ».
La propagande a construit une figure paternelle idéalisée, parfois loin de la réalité d'un personnage parfois cynique. La réforme monétaire de 1953 préparée dans le plus grand secret (les billets sont imprimés en URSS) en est un exemple. Les ouvriers peuvent acquérir une nouvelle couronne contre 20 anciennes. Pour le reste des économies, ce taux passe de 1 à 50. La classe ouvrière voit ses économies fondre et son pouvoir d'achat réduit. L'annihilation de l'épargne des personnes privées provoque une série de manifestations de colère. C'est la première crise de l'économie planifiée dans ce pays.
Il meurt d'un infarctus le 13 novembre 1957, il est remplacé dans ses fonctions par Antonín Novotný. Son épouse, Marie, est décédée en 1981 à 90 ans.

## Auteur
Outre son activité politique, Zápotocký a écrit quelques essais et romans dans la veine du réalisme socialiste et inspirés par son histoire familiale.
Zápotocký est l'auteur de :
- Rozbřesk, o zrodu sociální demokracie ([Aube, de la naissance de la démocratie sociale])
- Rudá záře nad Kladnem ([Lueur rouge sur Kladno])
- Vstanou noví bojovníci ([Les Nouveaux Soldats se lèvent])
- Barunka ([Barbara])

## Divers
Le pont de Barrandov (Barrandovský most), sur la Vltava, s'est appelé « pont Antonín-Zápotocký » (most Antonína Zápotockého) de son achèvement en 1981 à la « révolution toponymique de Velours » de 1990, qui a vu la quasi-totalité des toponymes à consonance communiste rebaptisés d'un nom plus neutre ou plus en phase avec les nouveaux idéaux démocratiques.